# Albia
La ville américaine d’Albia est le siège du comté de Monroe, dans l’État de l’Iowa. Elle comptait 3 766 habitants lors du recensement de 2010.

## Histoire

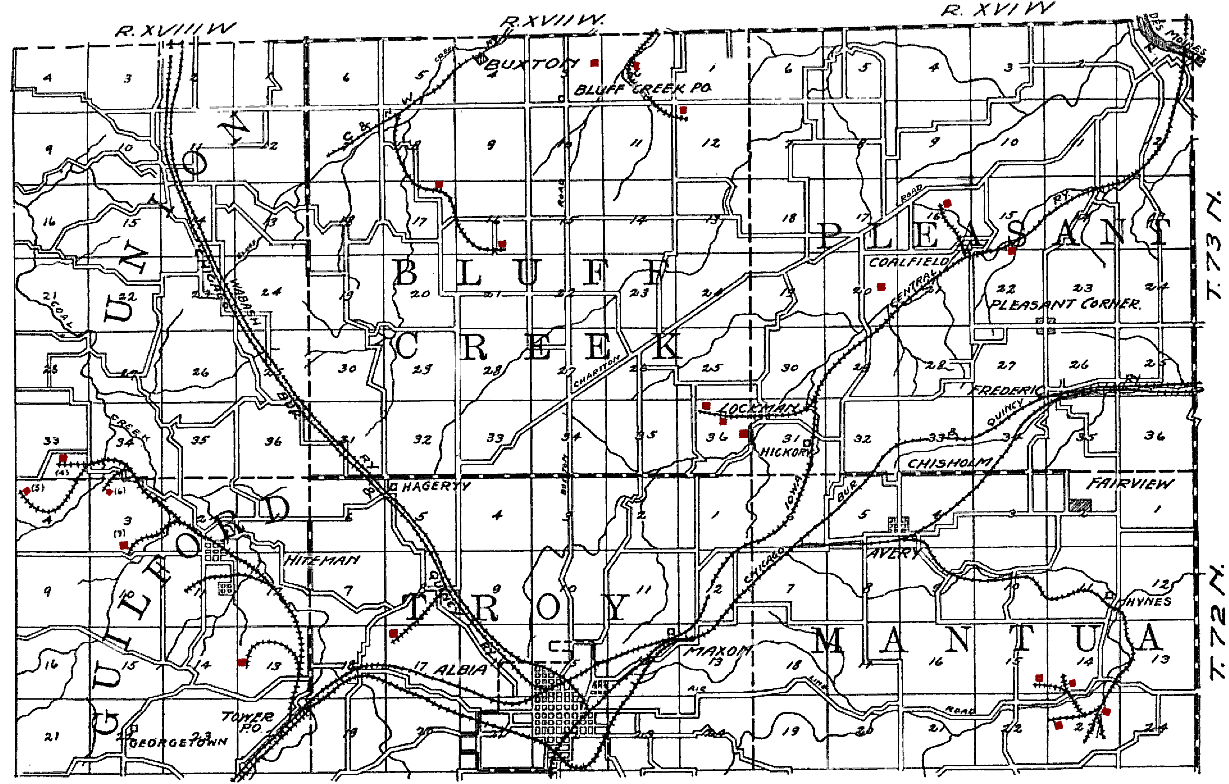
Carte d'Albia datant de 1908, montrant les chemins de fer, les camps de mineurs et les mines de charbon (en rouge) de la région.

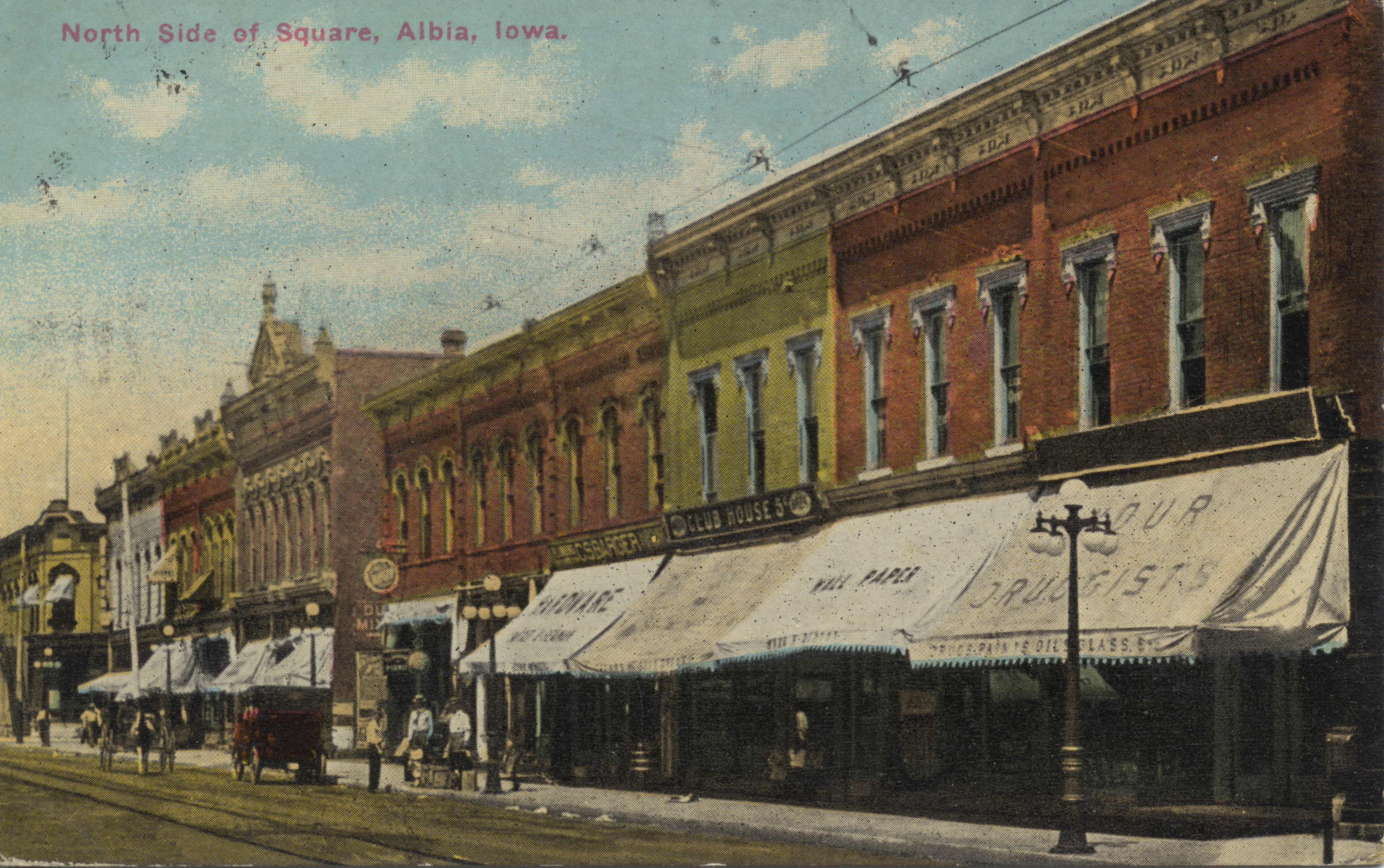
Le centre-ville d'Albia

Albia obtient le statut de ville en 1856.
Le 14 février 1893, une explosion se produit dans la mine de charbon Chicago et Iowa, à environ 4 kilomètres d'Albia. Cette mine ouverte en 1877 s'étendait à plus de 900 mètres autour du puits au moment de l'explosion. La mine employait 60 mineurs et 20 hommes supplémentaires. Un mineur est tué sur le coup et sept autres meurent de leurs blessures après un tir enflammant la poussière de la mine et créant une explosion (la poudre à canon servant à faire tomber le charbon). Cet évènement fut l'un des deux plus grand désastres miniers dans l'Iowa entre 1888 et 1913,.